# Винник, Иван Иосифович
Иван Иосифович Винник (22 июня 1929 — 6 декабря 2017) — кораблестроитель, рядовой бронетанковых войск, почётный гражданин Николаева, депутат городского совета нескольких созывов. Герой Социалистического Труда (1977).

## Биография
Родился 22 июня 1929 года на хуторе Ольховом Зеньковского района Полтавской области в крестьянской семье.
В 1951 году с отличием окончил Харьковский машиностроительный техникум по специальности «техник-механик по дизелестроению» и начал работать на Черноморском судостроительном заводе помощником мастера.
В 1968 году стал главным строителем специального военного кораблестроения на Черноморском судостроительном заводе. Под его руководством построены авианесущие корабли «Москва», «Ленинград», «Киев», «Минск», «Новороссийск», «Баку», «Адмирал Кузнецов». Также был заместителем директора ГП «ЧСЗ» по металлургии и машиностроению, потом по судостроению, производству.
Иван Иосифович Винник жил в украинском городе Николаеве, много времени проводил на даче, где занимался выращиванием винограда.
Скончался 6 декабря 2017 года в Николаеве.

## Мнения
Своим трудолюбием, неисчерпаемой энергией, феноменальной памятью, отношением к делу и к людям он завоевал громадный авторитет на заводе, и в министерстве, и у военных моряков, и у тысяч предприятий – контрагентов по всему Союзу. Его знали все. Его роль в создании авианесущего флота страны была решающей. Я считаю, что Иван Иосифович Винник – это наш судостроительный маршал Жуков, и принадлежит он не заводу, а всей стране. С одинаковым успехом он решал стратегические, оперативные и тактические задачи создания авианесущих кораблей. Проигранных сражений за ним не было. Он создал работоспособный и дружный коллектив строителей. Техника, созданием которой он руководил, невероятно сложная, поэтому здесь, как нигде, нужен системный подход. Именно этим он и отличался.Юрий Макаров

## Награды
- 1959 год — Орден «Знак Почёта».
- 1977 год — Герой Социалистического Труда.
- Почётный гражданин Николаева (решение исполкома Николаевского городского совета от 8 сентября 1989 года)[3].